# Cis tutuilensis
Cis tutuilensis es una especie de coleóptero de la familia Ciidae que habita en Samoa.